# Johann Baptist Müller (Jesuit, 1850)
Johann Baptist Müller (* 7. Oktober 1850; † 6. Mai 1930) war ein katholischer Theologe und Schriftsteller.
Johann Baptist Müller gehörte dem Orden der Jesuiten an. Er war Spiritual und Verfasser geistlicher Werke. Am bekanntesten dürfte sein Zeremonienbüchlein für Priester und Kandidaten des Priestertums sein, das später als Riten- und Rubrikenbuch für Priester und Kandidaten des Priestertums oder auch kurz als Riten- und Rubrikenbuch in 26 Auflagen bis in das Jahr 1967 veröffentlicht wurde. Es erschien im Freiburger Verlag Herder, später auch im St. Benno-Verlag in Leipzig. Bei Herder erschien das Buch auch in englischer Sprache als Handbook of Ceremonies in mehrfacher Auflage. Bis zur 1930 erschienenen 12. Auflage nahm er selber die Überarbeitungen vor, spätere Auflagen wurden von Johann Baptist Umberg, danach von Eugen Frei bearbeitet. Daraus ergibt sich sein gelegentlich fälschlicherweise erwähnter Name Johann Baptist Müller-Frei.

## Werke (Auswahl)
- Zeremonienbüchlein für Priester und Kandidaten des Priestertums, Herder, Freiburg / St.-Benno, Leipzig, 1916-1967, 26. Auflage
- Handbook of Ceremonies, Herder, St. Louis 1929, 8. Auflage
- Mota Saheb, Herder, Freiburg 1935
- Der ganze Mensch, Exerzitienlesungen, Herder, Freiburg 1936
- Das Neue im Brevier und in der heiligen Messe als Anh. zum Zeremonienbüchlein für Priester u. Kandidaten d. Priestertums, Herder, Freiburg 1913